# Hypasclera pseudosericea
Hypasclera pseudosericea es una especie de coleóptero de la familia Oedemeridae.

## Distribución geográfica
Habita en Argentina.